# 曹龙浩
曹龙浩（1928年4月—2012年12月6日），男，朝鲜族，吉林蛟河人，中华人民共和国政治人物，曾任延边州人大常委会主任，第六、七、八届全国人大代表，第六、七届全国人大常委会委员。